# Тодор Паунов
Тодор Стефанов Паунов (роден на 7 октомври 1946 г.) е бивш български футболист, дефанзивен полузащитник. Между 1964 г. и 1978 г. играе за Локомотив (Пловдив) и Академик (София). Има 331 мача и 28 гола в А група. Син е на Стефан Паунов – един от легендарните играчи на Спортклуб (Пловдив).

## Биография
Паунов дебютира за първия състав на Локомотив (Пловдив) на 18-годишна възраст през 1964 г. Остава в отбора до 1972 г. Изиграва 199 мача в А група, в които бележи 17 гола. С Локомотив е бронзов медалист през сезон 1968/69, както и финалист за националната купа през 1970/71. Играе 90 минути във финала срещу Левски-Спартак на 25 август 1971 г., който пловдивчани губят с 0:3. Има също така на сметката си 6 мача за Локомотив в Купата на УЕФА.
През лятото на 1972 г., на 25-годишна възраст, Паунов преминава в Академик (София). Със „студентите“ печели Балканската купа през 1974 г., както и бронзовите медали в първенството през 1975/76. През есента на 1976 г. изиграва 4 мача с Академик в Купата на УЕФА. Участва при елиминирането на чешкия Славия (Прага), както и в паметните сблъсъци с италианския гранд Милан. На 20 октомври 1976 г. Паунов бележи два гола за победата на Академик с 4:3 срещу „росонерите“ на националния стадион „Васил Левски“. Играе за клуба до лятото на 1978 г. като записва общо 132 мача с 11 гола в А група.

## Успехи
Локомотив (Пловдив)
- А група –  Бронзов медалист: 1968/69
- Национална купа –  Финалист: 1970/71

Академик (София)
- Балканска купа –  Носител: 1974
- А група –  Бронзов медалист: 1975/76